# Ливерная колбаса

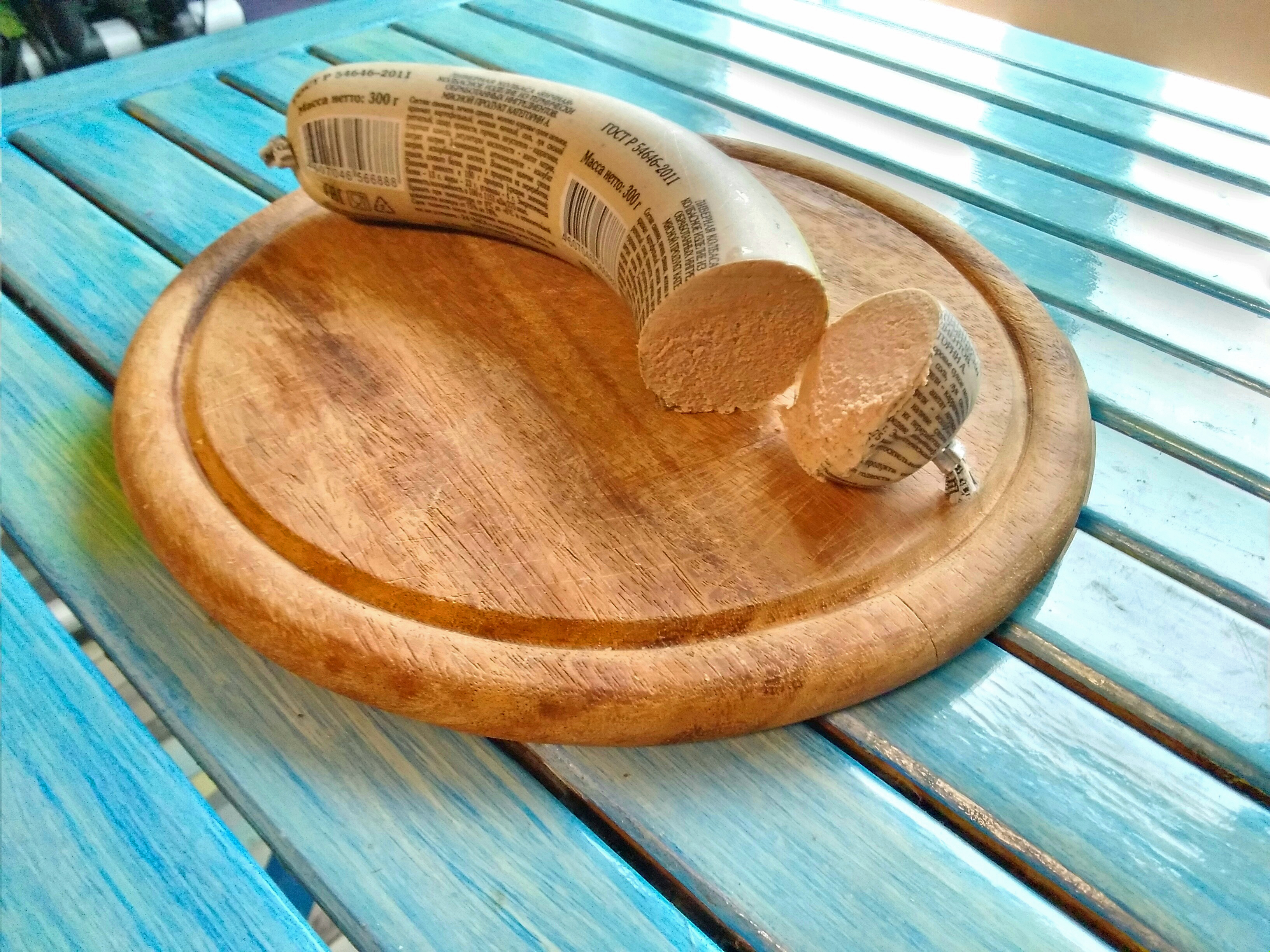
Ливерная колбаса российского производства

Ли́верная колбаса — колбасное изделие из фарша, полученного из термически обработанного сырья — предварительно отваренного или бланшированного мяса и субпродуктов. Ливерная колбаса имеет мазеобразную консистенцию, серый, желтоватый либо желтовато-серый цвет фарша на разрезе и светло-серую оболочку батонов. Употребляется как холодная закуска.

## История
В СССР ливерная колбаса выпускалась высшего (яичная и ливерная из печени), первого (варёная, обыкновенная, белковая, кроличья, копчёная из головного мозга), второго (ливерная со шпиком) и третьего сорта. Ливерная яичная колбаса высшего сорта производилась из несолёной телятины от животных не старше одного года или молодой свинины от поросят не старше 6 месяцев, печени от хорошо обескровленных животных и щековины упитанных животных с жирностью не менее 60 % жира, а также пшеничной муки, свежих яиц и на цельном молоке. Ливерную варёную колбасу готовили из свиной печени и щековины с добавлением обжаренного репчатого лука. Ливерную копчёную колбасу после варки дополнительно коптили в течение 24 часов.
Дешёвую ливерную колбасу в народе называли «собачьей радостью».

## Технология изготовления
На ливерные колбасы идёт жилованная говядина, свинина, баранина, мясо птиц, кроликов, а также обработанные субпродукты всех видов скота и птицы, а кроме этого свиная шкурка, свиная щековина, межсосковая часть, шкварки из вытопленного жира, кровь и продукты из крови, яйцепродукты, молоко, крахмал, белковые препараты, соевые, мучные, бобовые и крупы. Крупы и бобовые использовались в производстве ливерных растительных колбас. Жир в ливерной колбасе требуется для придания мажущейся консистенции. При содержании жира ниже 10—15 % ливерная колбаса теряет мажущую способность и крошится.
Варка и бланширование скоропортящегося сырья требуются для того, чтобы хорошо размягчить соединительную ткань и грубые волокна, удалить неприятный запах и подавить микрофлору. Обжарка сырья в производстве ливерной колбасы не применяется, потому что ведёт к значительному уплотнению наружного слоя. Нитрит при производстве ливерных колбас не применяется.
Сырьё для ливерной колбасы отваривают в течение нескольких часов: субпродукты — 2—3 часа, жилки и хрящи — 5—6 часов. Ливерную колбасу готовят горячим и холодным способом. При горячем способе варёное сырье разбирают, удаляя из него грубые хрящи и прочие непищевые отходы, и направляют на изготовление фарша ещё горячим. При холодном способе варёному сырью перед разборкой дают остыть в течение нескольких часов. Измельчённое на волчке сырьё дорабатывают до пастообразного состояния на куттере, равномерно добавляя клейкий бульон, образовавшийся при варке в результате перехода коллагена из клеящегося сырья в раствор. После куттера фарш дополнительно пропускают через аппараты тонкого измельчения для получения более нежной консистенции, а затем шприцуют в натуральную (говяжьи круга, свиные гузенки, говяжьи и свиные черева) или искусственную оболочку. Полученные колбасные батоны незамедлительно после шприцевания вяжут шпагатом, навешивают на рамы и направляют на термическую обработку в пароварочных камерах при температуре 80—85 °C. После варки ливерную колбасу в течение 5—15 минут охлаждают холодной водой под душем, а затем в камерах интенсивного охлаждения. Общая продолжительность процесса приготовления ливерной колбасы не должна превышать 9 часов. Срок хранения и реализации ливерных колбас в зависимости от сорта составляет 12—48 часов.
Условия производства ливерных колбас позволяют развиваться на поверхности варочных аппаратов и в материальных трубопроводах термоустойчивым и термофильным микроорганизмам, которые не гибнут при варке колбасы. При несоблюдении санитарных требований возникает опасность обсеменения продукции микрофлорой и даже порчи.
Высокие сорта ливерной колбасы значительно отличаются по структуре от колбас пониженной сортности, производимых из сырья со значительным содержанием коллагена.

## Классификация
Согласно ГОСТ Р 54646-2011 ливерные колбасы в зависимости от массовой доли мышечной ткани в колбасном фарше подразделяются на три категории: А — более 40 % мяса («Яичная», «Обыкновенная», «Пикантная»); Б — 20—40 % («Владимирская», колбаски «Нежные»); В — менее 20 % («Старомосковская», «Новомосковская», «Уральская», «Славянская», «Особая»).